# شرلوک هلمز در نیویورک
شرلوک هلمز در نیویورک (به انگلیسی: Sherlock Holmes in New York) یک تله‌فیلم آمریکایی در ژانرمعمایی به کارگردانی بوریس ساگال دربارهٔ شرلوک هولمز و دکتر واتسن محصول سال ۱۹۷۶ با بازی راجر مور و پاتریک مکنی است.
علی‌رغم اسم فیلم، تولید آن به‌طور کامل در جنوب کالیفرنیا و غرب لس آنجلس انجام شد، و برخی صحنه‌ها در تالار موسیقی مایفیر در سنتا مونیکا، کالیفرنیا فیلمبرداری شده‌است.

## خلاصه داستان
کارآگاه بزرگ شرلوک هولمز و همراه معتمد وی دکتر جان واتسون برای بررسی تهدید اخیر پروفسور موریارتی به شهر نیویورک سفر می‌کنند.

## بازیگران
- راجر مور در نقش شرلوک هولمز
- پاتریک مکنی در نقش دکتر واتسن
- جان هیوستون در نقش پروفسور موریارتی
- شارلوت رمپلینگ در نقش آیرین آدلر
- گیگ یانگ در نقش مورتیمر مک گرو
- دیوید هادلستون در نقش بازرس لافرتی